# Trelly
Trelly est une ancienne commune française du département de la Manche et de la région Normandie, peuplée de 669 habitants, commune déléguée au sein de Quettreville-sur-Sienne depuis le 1er janvier 2019.

## Géographie
La superficie de la commune est de 1 075 hectares. Trelly est principalement borné par les rivières la Sienne et la Vanne, et par les ruisseaux le Cagnard et le Torvet.
| Quettreville-sur-Sienne           | Contrières, Quettreville-sur-Sienne | Saint-Denis-le-Vêtu |
| Quettreville-sur-Sienne           | Trelly                              | Guéhébert           |
| Quettreville-sur-Sienne, Cérences | Le Mesnil-Aubert                    | Le Mesnil-Aubert    |

D’après la délimitation officielle réalisée en 1825, les communes limitrophes sont :
Contrières sur 1 961 mètres, Saint-Denis-le-Vêtu sur 895 mètres, Guéhébert sur 3 894 mètres,
Le Mesnil-Aubert sur 7 065 mètres, Cérences sur 100 mètres, Quettreville-sur-Sienne sur 7 307 mètres, soit un total de 21,222 kilomètres.
Le milieu du bourg a une altitude moyenne de 37 mètres, alors que le point culminant qui se situe à la Lande de Morts est à 109 mètres d’altitude, et le point inférieur, sous Saint-Louet, est à 16 mètres.

## Toponymie
Le nom de la localité est attesté sous les formes Trellyum avant 900, Trailliacum en 1056, Treilli entre 1109 et 1113, Traili vers 1210, Trelley en 1273, Treslie vers 1280.

## Histoire
D’après un manuscrit moderne de M. Guérin (1905), la paroisse de Trelly apparait dans les textes anciens vers 530-550.
Lorsque Guillaume le Conquérant envahit l'Angleterre en 1066, deux Trelliais au moins font partie de l’expédition : Henri Meurdrac, seigneur du Manoir, et Gaultier (ou Geoffroy) de Trelly, seigneur des Réaux, de la Motte, de la Vigne et de la Benserie.
En 1096, la première croisade en Terre Sainte, dirigée par Godefroy de Bouillon, voit la participation de Jean de Meurdrac aux côtés du fils de Guillaume le Conquérant.
Une église primitive est signalée en 1145, donc romane, dans un livre intitulé « Gallia Christiana » ; elle est dédiée à Saint-Germain. Cette église dépend naturellement de l’évêque de Coutances ; une bulle du pape en fait foi et ajoute : « quod tenet Hugo Murdrac in Traillico » (i.e. : qui appartient à Hugues Meurdrac à Trelly).
L’église actuelle comporte des parties remontant au XIIIe siècle : le chœur avec ses fenêtres longues, étroites et à ogives, ainsi que la voûte en pierre. Le Livre Noir de l’évêché (1251) indique que Trelly relevait du doyenné de Cérences et que le curé était Guillaume Cresté, premier curé connu de la paroisse.
Durant la guerre de Cent Ans (1337-1453), Trelly (comme toute la Normandie d’ailleurs) perd  les deux tiers de sa population et est le siège d’une terrible bataille contre les Anglais au lieu-dit la Lande des Quatre Paroisses : selon la légende, les cadavres étaient si nombreux qu’il fallut huit jours pour les mettre en terre, et le sang avait tant coulé que le huitième jour le ruisseau du Pont ès Reines en était encore rouge ; le lieu du carnage s’appelle depuis la Lande des Morts.
L’actuel château est construit au cours du XVIIIe siècle, vraisemblablement sous Charles Louis François de Bérenger, qui, par son mariage en 1754 avec Marie Suzanne Renée Scholastique Letellier, devient seigneur de Trelly en plus de Hérenguerville.
Le presbytère actuel est construit de 1879 à 1883.
En juillet 1944, la région est occupée par la 2e division Panzer SS Das Reich (dont un détachement avant commis un mois plus tôt le massacre d'Oradour-sur-Glane), et il y a jusqu’à deux mille soldats allemands dans la zone de la Lande des Morts. Une manœuvre d’encerclement de plusieurs centaines de soldats américains est victorieuse ; on déplore du côté américain environ 50 tués et 60 prisonniers, et du côté allemand, environ 400 tués et 1 000 prisonniers. En hommage aux victimes de ces combats a été érigé, au pied de la Lande des Morts, une stèle commémorative.
Le 1er janvier 2019, la commune fusionne avec Quettreville-sur-Sienne (déjà issu d'une fusion en 2016 avec Hyenville), Contrières, Guéhébert et Hérenguerville, et devient alors une commune déléguée.

### Légende
La légende dite de la Lande des Morts dite aussi des Quatre paroisses (Trelly, Le Mesnil-Aubert, Lengronne et Grimesnil) perpétue le souvenir de la guerre de Cent Ans et des luttes anglo-normandes.

## Politique et administration
| Période                                  | Période       | Identité                | Étiquette | Qualité           |
| ---------------------------------------- | ------------- | ----------------------- | --------- | ----------------- |
| 1846                                     | 1869          | Célestin-Pierre Mesnage |           |                   |
|                                          |               |                         |           |                   |
| 1953                                     | 1983          | Eugène Lesouëf          |           | Agriculteur       |
| 1983                                     | 1995          | Auguste Bazire          |           |                   |
| 1995                                     | mars 2001     | René Pastrat            |           | Directeur d'usine |
| mars 2001                                | février 2013  | Michel Boizard          | SE        | Médecin           |
| avril 2013                               | décembre 2018 | Hervé Guille            | SE        | Agriculteur       |
| Les données manquantes sont à compléter. |               |                         |           |                   |

| Période                                  | Période  | Identité     | Étiquette | Qualité     |
| ---------------------------------------- | -------- | ------------ | --------- | ----------- |
| janvier 2019                             | En cours | Hervé Guille | SE        | Agriculteur |
| Les données manquantes sont à compléter. |          |              |           |             |

## Démographie
En 2021, la commune comptait 669 habitants. Depuis 2004, les enquêtes de recensement dans les communes de moins de 10 000 habitants ont lieu tous les cinq ans (en 2004, 2009, 2014, etc. pour Trelly) et les chiffres de population municipale légale des autres années sont des estimations. 
Absorbe entre 1795-1800 Saint-Louet-sur-Sienne (160 habitants en 1793). Alors qu’en 1368 Trelly ne comptait plus que 25 feux, la population de la commune atteignit 1 386 habitants en 1820 pour se stabiliser aux environs de 500 habitants dans les deux dernières décennies du XXe siècle.
| 1793  | 1800  | 1806  | 1821  | 1831  | 1836  | 1841  | 1846  | 1851  |
| ----- | ----- | ----- | ----- | ----- | ----- | ----- | ----- | ----- |
| 1 181 | 1 169 | 1 401 | 1 388 | 1 295 | 1 279 | 1 249 | 1 213 | 1 256 |

| 1856  | 1861  | 1866  | 1872  | 1876  | 1881  | 1886  | 1891 | 1896 |
| ----- | ----- | ----- | ----- | ----- | ----- | ----- | ---- | ---- |
| 1 247 | 1 172 | 1 164 | 1 104 | 1 048 | 1 063 | 1 003 | 906  | 863  |

| 1901 | 1906 | 1911 | 1921 | 1926 | 1931 | 1936 | 1946 | 1954 |
| ---- | ---- | ---- | ---- | ---- | ---- | ---- | ---- | ---- |
| 803  | 809  | 811  | 722  | 733  | 736  | 723  | 717  | 712  |

| 1962 | 1968 | 1975 | 1982 | 1990 | 1999 | 2004 | 2009 | 2014 |
| ---- | ---- | ---- | ---- | ---- | ---- | ---- | ---- | ---- |
| 655  | 622  | 551  | 507  | 478  | 497  | 550  | 654  | 661  |

| 2018 | - | - | - | - | - | - | - | - |
| ---- | - | - | - | - | - | - | - | - |
| 655  | - | - | - | - | - | - | - | - |

## Économie
Vingt-deux artisans et commerçants, de nombreuses associations donnent un dynamisme certain à la vie du village. Outre un hôtel gastronomique, il existe plusieurs gîtes ruraux.

## Lieux et monuments
La commune est riche en patrimoine religieux (chapelles, église, tour de l'ancienne église de Saint-Louet-sur-Sienne) ou civil. Les bords de la Sienne sont aménagés autour de l'ancien moulin de Sey (domaine privé).

### Patrimoine religieux
- Église Saint-Germain du XIIIe siècle dédiée à Germain le Scot[12], et qui a conservée des parties de ses origines. La nef date de 1650 et le portail de 1741[13].

Elle abrite des fonts baptismaux du XVIe-XVIIIe, des statues des XVe et XVIIIe, une chaire à prêcher de style XIIIe datée du XIXe, des vitraux datés de 1956 de S. Lecomte.
- Ancienne église de Saint-Louet-sur-Sienne détruite à la Révolution et dont il ne subsiste que le clocher.
- Chapelle Meurdrac, fondée en 1251 par Guillaume de Meurdrac, et remaniée au fil des siècles.
- Chapelle Sainte-Scholastique au lieu-dit La Motte.
- Chapelle Notre-Dame des Ermites du XXe siècle, non accessible.
- Calvaire daté de 1865.
- Croix de cimetière, restaurée en 1805, et if funéraire.
- Croix des Touches à la Champagne du XVIIe siècle, Croix Bérel datée de 1275.
- Fontaine Sainte-Apolline, réputée pour soulager les maux de dents.

### Patrimoines civil
- Château du milieu du XVIIIe siècle et sa chapelle. Il est composé d'un logis quadrangulaire avec un avant-corps central avec fronton. Le jardin, avec un étang et un pont, est inscrit à l'IGPC[15].
- Pigeonnier à la Godefrairie.
- Ancien moulin de Sey.
- Monument aux morts inauguré le 1er août 1920.
- Lavoir et puits en pierre.

### Site naturel
- La Lande des Morts.

## Activité et manifestations
- Circuits de randonnées.

## Personnalités
René Boudier de la Jousselinière, né à Trelly en 1634 et mort à Mantes en 1723, est un historien et antiquaire.
Jean-Baptiste Lechevalier. Né à Trelly en 1752, il vécut jusqu’en 1836. Il fit de brillantes études à Paris où il devint professeur de philosophie. Il connaissait l’anglais, l’allemand, l’italien, le russe et l’espagnol, s’intéressait aux Arts aussi bien qu’aux Lettres, et sa renommée fut telle que le fameux peintre et sculpteur David fit son buste exposé dans les galeries de la bibliothèque Sainte-Geneviève à Paris. Secrétaire du comte de Choisel-Gouffier, ambassadeur à Constantinople, il voyagea en Italie, partit pour l’Asie Mineure, explora la plaine de Troie, visita la Propontide et le Pont-Euxin, et remplit de périlleuses missions en Moldavie. Il fut nommé conservateur de la bibliothèque Sainte-Geneviève à Paris en 1806. Il a publié les récits de ses voyages, et un ouvrage où il soutient que l’auteur de l’Iliade et de l’Odyssée est Ulysse lui-même.
L'abbé Michel Montrocq. Né à Trelly en 1763, il devint aumônier en chef de l’hôpital du Val de Grâce, puis aumônier de Louis XVIII et de Charles X avant de mourir en 1834.
Les artistes peintres Georges Paul Leroux (1877-1957) et Auguste Leroux (1871-1954), bien que nés à Paris, sont cependant liés à la commune. Rattachés à la famille de l'abbé Monrocq, neveux de l'abbé Leroux, ils ont eu un profond attachement pour Trelly et sa région que l'on retrouve dans nombre de leurs œuvres : Verger normand ; la vallée de la Bonde ; l'église de Trelly ; Les laveuses - Gavray - 1903 ; le faucheur Lemoine - 1904 ; portraits de famille , etc. La mairie de Trelly possède une huile sur toile peinte par Georges Paul Leroux en hommage aux Trelliais morts pour la France.